# Margaret Michaelis-Sachs
Margaret Michaelis-Sachs, nacida Margarethe Gross, (Dzieditz, 1902 – Melbourne, 1985) fue una fotógrafa austriaca-australiana de origen polaco-judío. Además de sus muchos retratos, sus escenas arquitectónicas de Barcelona y sus imágenes del barrio judío de Cracovia en la década de 1930 son de un interés histórico perdurable. Fue la primera mujer en unirse al Instituto de Ilustradores Fotográficos de Australia.

## Primeros años
Nacida en Dzieditz cerca de Bielsko-Biała en Polonia del sur (entonces Austria-Hungría) en 1902,  era la hija de Heinrich Gross, un médico judío acomodado. Estudió fotografía en Graphische Lehr-und Versuchsanstalt (Instituto de Investigación y Enseñanza Gráfica), en Viena, de 1918 a 1921.

## Carrera profesional
En 1922, todavía en Viena, empezó trabajando durante un tiempo en el Sudio d'Ora y después lo hizo durante años en el Atelier für Porträt Photographie. Continuó con empleos en Binder Photographie en Berlín y Fotostyle en Praga, y finalmente regresó a Berlín en 1929 para trabajar de forma intermitente en varios estudios durante los duros años de la Gran Depresión.
En octubre de 1933, se casó con Rudolf Michaelis que, siendo un anarco-sindicalista, fue casi inmediatamente arrestado y encarcelado por el nazis. En diciembre de 1933, tras su excarcelación, la pareja se mudó a España si bien se separaron poco después. En Barcelona, Michaelis abrió su propio estudio, Foto-elis. Colaborando con un grupo de arquitectos,  produjo imágenes de documentación de la Arquitectura progresiva que fueron publicadas revistas catalanas como D'Ací i d'Allà y, después del inicio de la Guerra Civil Española, Nova Iberia.
Después de regresar a Polonia en 1937,  obtuvo un pasaporte alemán, se fue a Londres y en septiembre de 1939 emigró a Australia, trabajando al llegar como sirvienta doméstica en Sídney. En 1940,  abrió su "Foto-estudio", convirtiéndose en una de las pocas mujeres fotógrafas en la ciudad. Se especializó en retratos, especialmente de personas europeas, judías y del mundo del arte. Muchos de ellos fueron publicados en Australia y Fotografía australiana. Fue miembro de las asociaciones de fotógrafos de Nueva Gales del Sur y Australia, siendo la única mujer en unirse al Instituto de Ilustradores Fotográficos.
La carrera fotográfica de Margaret Michaelis llegó a su fin en 1952 a raíz de sus problemas de visión. En 1960 se casó con Albert George Sachs, un comerciante de cristales. Murió el 16 de octubre de 1985 en Melbourne.

## Estilos
En sus primeros años, Michaelis utilizó el enfoque nítido y a veces puntos de vista inusuales de la Fotografía modernista mientras que sus retratos trataron de revelar la esencia psicológica de sus cuidadoras. Especialmente significativo es el pequeño conjunto de escenas del mercado judío en Cracovia tomado en la década de 1930. Helen Ennis de la Galería Nacional de Australia declaró que las imágenes "llevan el peso de historia, ofreciendo un rastro visual de un modo de vida que fue destruido por el fascismo."

## Exposiciones
- 2023: Las cajas de Amsterdam: Kati Horna y Margaret Michaelis en la Guerra Civil,Sala La Pasión, Valladolid, PhotoEspaña
- 2022: Las cajas de Amsterdam: Kati Horna y Margaret Michaelis en la Guerra Civil, Sala de Exposiciones de la Diputación de Huesca, PhotoEspaña 2022
- 2022: Las cajas de Amsterdam: Kati Horna y Margaret Michaelis en la Guerra Civil, Academia de Bellas Artes de San Fernando, PhotoEspaña 2022
- 1987: Retrospectiva, Galería Nacional de Australia
- 1998: Instituto Valenciano de Arte Moderno, Centre Julio González, Valencia
- 2005: Retrospectiva, Galería Nacional de Australia

## Recuperación de su archivo
- En 2016 Almudena Rubio, historiadora del arte e investigadora en el Instituto Internacional de Historia Social de Ámsterdam, identificó una gran parte del legado de Margaret Michaelis procedente de la contienda, en el archivo histórico de la CNT-FAI depositado en el Instituto holandés.